# Konstantin Rausch
Konstantin Rausch (oroszul: Константин Викторович Рауш; magyar átírásban Konsztantyin Viktorovics Raus; Kozsevnyikovo, 1990. március 15. –) orosz születésű német labdarúgó, hátvéd, de középpályásként is bevethető. Az 1. FC Nürnberg játékosa.
2018. május 11-én bekerült Oroszország kibővített, 2018-as FIFA-világbajnoki keretébe, azonban hátsérülése miatt nem került be a véglegesített vb-keretbe .